# Руда-Тарновська
Руда-Тарновська (пол. Ruda Tarnowska) — село в Польщі, у гміні Вільґа Ґарволінського повіту Мазовецького воєводства.
Населення — 118 осіб (2011).
У 1975-1998 роках село належало до Седлецького воєводства.

## Демографія
Демографічна структура станом на 31 березня 2011 року:
|          | Загалом | Допрацездатний вік | Працездатний вік | Постпрацездатний вік |
| -------- | ------- | ------------------ | ---------------- | -------------------- |
| Чоловіки | 59      | 15                 | 34               | 10                   |
| Жінки    | 59      | 12                 | 29               | 18                   |
| Разом    | 118     | 27                 | 63               | 28                   |